# Чарнотуль
Чарнотуль (пол. Czarnotul) — село в Польщі, у гміні Моґільно Моґіленського повіту Куявсько-Поморського воєводства.
Населення — 162 особи (2011).
У 1975-1998 роках село належало до Бидгощського воєводства.

## Демографія
Демографічна структура станом на 31 березня 2011 року:
|          | Загалом | Допрацездатний вік | Працездатний вік | Постпрацездатний вік |
| -------- | ------- | ------------------ | ---------------- | -------------------- |
| Чоловіки | 81      | 20                 | 51               | 10                   |
| Жінки    | 81      | 18                 | 47               | 16                   |
| Разом    | 162     | 38                 | 98               | 26                   |